# Giardino della Memoria
Il giardino della Memoria è un parco dedicato a tutti i caduti nella lotta contro la mafia. La sua posizione è periferica, all'uscita della città di Palermo, sorge nella frazione di Ciaculli, in una pittoresca e verde zona di circa 25.000 metri quadrati, ricca di agrumeti e alberi da frutto. L'area, che sorge sotto il monte Grifone, è nota per il mandarino tardivo di Ciaculli.
Il giardino della Memoria è stato istituito nel sito di Ciaculli il 5 gennaio 2005.

## Storia
L'iniziativa del giardino nasce nel 2004 da un'idea del giornalista Leone Zingales , presidente siciliano dell'Unci-Unione nazionale cronisti italiani, che ha coinvolto nell'iniziativa la sezione di Palermo dell'Associazione nazionale magistrati (ANM). Dopo un incontro con il prefetto di Palermo, il 19 luglio 2004 viene collocato un ulivo (dedicato al giudice Paolo Borsellino e ai suoi cinque agenti di scorta della strage di Via D'Amelio) a fianco del  monumento alle vittime della mafia in piazza XIII Vittime a Palermo.
Il luogo dove realizzare il Giardino della Memoria venne individuato a Ciaculli, in un vecchio terreno coltivato a mandarino confiscato nel 1993 ad un boss mafioso appartenente alla "famiglia" di Ciaculli.  Il Comune di Palermo, ora proprietario del bene confiscato, ha assegnato in concessione al Gruppo Cronisti, organismo di Assostampa Sicilia che aderisce all’Unione nazionale cronisti italiani (UNCI), e all’ANM Palermo il terreno dove il Giardino della Memoria fu ufficialmente inaugurato il 5 gennaio 2005, con la sistemazione dell'ulivo di Paolo Borsellino e la messa a dimora di un albero a memoria dello scrittore-giornalista Giuseppe Fava.
Successivamente sono stati piantati alberi per ricordare: Giovanni Falcone, Pietro Scaglione, Gaetano Costa, Giangiacomo Ciaccio Montalto, Libero Grassi, Nicolò Azoti, Giuseppe Impastato, Mario Francese, Paolo
Borsellino, Pio La Torre, Joe Petrosino, Giuseppe Alfano, Dino Puglisi, Mauro De Mauro, Paolo Giaccone, Rosario Livatino, Filadelfo Aparo, Emanuele Basile, le vittime della strage di via dei Georgofili, Salvatore Carnevale, Cosimo Cristina, Giovanni Bellissima, Salvatore Bologna, Domenico Marrara.
Sotto ogni albero vi è una targhetta con il nome della vittima a cui l'arbusto è stato dedicato, ad esempio per Paolo Borsellino vi è un curato albero d'ulivo, altre specie di arbusti per le altre vittime.

## Commemorazioni e progetti futuri
Il giardino non è aperto sempre al pubblico, ma viene aperto solo in caso di manifestazioni, ricorrenze delle uccisioni, visite delle scolaresche. In due speciali occasioni ha ospitato il presidente della Repubblica Giorgio Napolitano (15 giugno 2007) e, nel ventennale della strage di Capaci, il presidente del Consiglio dei ministri Mario Monti (23 maggio 2012), il quale ha inaugurato un memoriale in marmo con i nomi di circa 200 vittime della Mafia.
Assieme all'UNCI e all'ANM, anche la Fondazione Giovanni e Francesca Falcone collabora allo sviluppo di altre iniziative.
All'interno del giardino sorgerà la casa-museo dell'antimafia e della legalità, che sarà costruita accanto all'area alberata.